# اجیکاماساگارا
اجیکاماساگارا (به انگلیسی: Ajjikamasagara) یک روستا در هند است که در کارناتاکا واقع شده‌است.